# FC Ajax
FC Ajax - niet te verwarren met het Nederlandse AFC Ajax - is een voetbalclub uit Congo-Kinshasa uit de stad Bukavu. De club komt uit in Linafoot, de nationale voetbalcompetitie van het land. De club won in tegenstelling tot zijn Nederlandse tegenhanger nog nooit een noemenswaardige prijs in eigen land.